# Lezennes

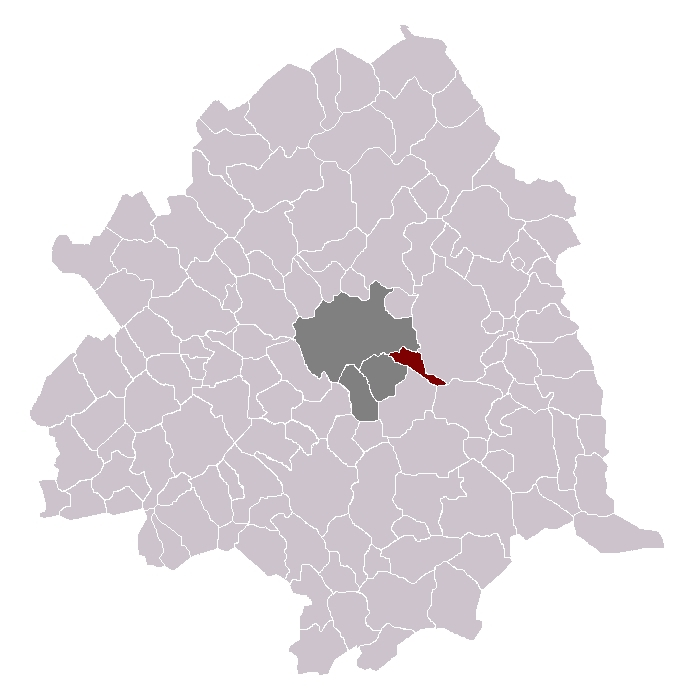
Ubicació de Lezennes dins del cantó i el districte

Lezennes és un municipi francès, situat a la regió dels Alts de França, al departament del Nord. L'any 2006 tenia 3.122 habitants. Limita al nord amb Hellemmes, al nord-est amb Sainghin-en-Mélantois, a l'oest amb Ronchin, a l'est amb Villeneuve-d'Ascq, al sud-oest amb Thumeries, al sud amb Lesquin i al sud-est amb Sainghin-en-Mélantois.

## Demografia
| 1962                                       | 1968  | 1975  | 1982  | 1990  | 1999  | 2006  |
| ------------------------------------------ | ----- | ----- | ----- | ----- | ----- | ----- |
| 2.507                                      | 2.690 | 2.589 | 2.762 | 3.317 | 3.350 | 3.122 |
| Des de 1962: població sense dobles comptes |       |       |       |       |       |       |

## Administració
| Període   | Identitat      | Partit |
| --------- | -------------- | ------ |
| 1953-1983 | Henri Coursier | PCF    |
| 1983-2001 | Marcel Deboudt | PS     |
| 2001-     | Marc Godefroy  | PS     |